# Безгодова
Безго́дова (рос. Безгодова) — присілок у складі Ачитського міського округу Свердловської області.
Населення — 6 осіб (2010, 4 у 2002).
Національний склад станом на 2002 рік: росіяни — 75 %.